# Нехребецкий, Владислав
Влади́слав Нехребе́цкий (пол. Władysław Nehrebecki; 14 июня 1923, Борислав, Польша — 28 декабря 1978, Катовице, Польша) — польский художник, режиссер и сценарист. Один из основоположников польской анимации.

## Биография
Окончил Высшую техническую школу в Дрогобыче. В кино с 1947 года. С 1956 года работал на Студии рисованных фильмов в городе Бельско-Бяла. Одним из первых в Польше обратился к принципу серийности. Писал сценарии для своих фильмов, а также для фильмов других режиссёров.
Нехребецкий — создатель детского мультсериала «Болек и Лёлек», причём главных героев-озорников он срисовал со своих сыновей-погодков.

## Фильмография

### Режиссёр
- 1949 — Трактор А-1 / Traktor A1
- 1953 — Приключения пингвина Гучо / Przygody Gucia Pingwina
- 1954 — Об утке-сплетне / O kaczce Plotce
- 1955 — 1956 — Профессор Филютек / Profesor Filutek
- 1958 — Мышка и кошечка / Myszka i kotek
- 1959 — Турнир / Turniej
- 1960 —  / Kominiarczyk
- 1961 — За бором, за лесом / Za borem, za lasem
- 1963 — 1965 — Приключения Голубого Рыцаря / Przygody Błękitnego Rycerzyka
- 1962 — 1977 — Болек и Лёлек / Bolek i Lolek
- 1966 — Вендетта / Vendetta
- 1968 — Приключения весёлого путешественника / Przygody wesołego obieżyświata
- 1972 — Повесть о фарфоровом чайничке / Opowieść o porcelanowym czajniczku
- 1974 — Пегас / Pegaz
- 1977 — Каникулы Болека и Лёлека / Wielka podróż Bolka i Lolka (со Станиславом Дюльцем[пол.])

### Сценарист
- 1960 —  / Kominiarczyk
- 1962 — 1977 — Болек и Лёлек / Bolek i Lolek
- 1975 — Приключения мышки / Przygody Myszki
- 1977 — Каникулы Болека и Лёлека / Wielka podróż Bolka i Lolka

### Художник
- 1962 — 1977 — Болек и Лёлек / Bolek i Lolek
- 1977 — Каникулы Болека и Лёлека / Wielka podróż Bolka i Lolka

## Память
- В 1979 году учреждена ежегодная премия имени Нехребецкого для авторов детских фильмов.

## Награды

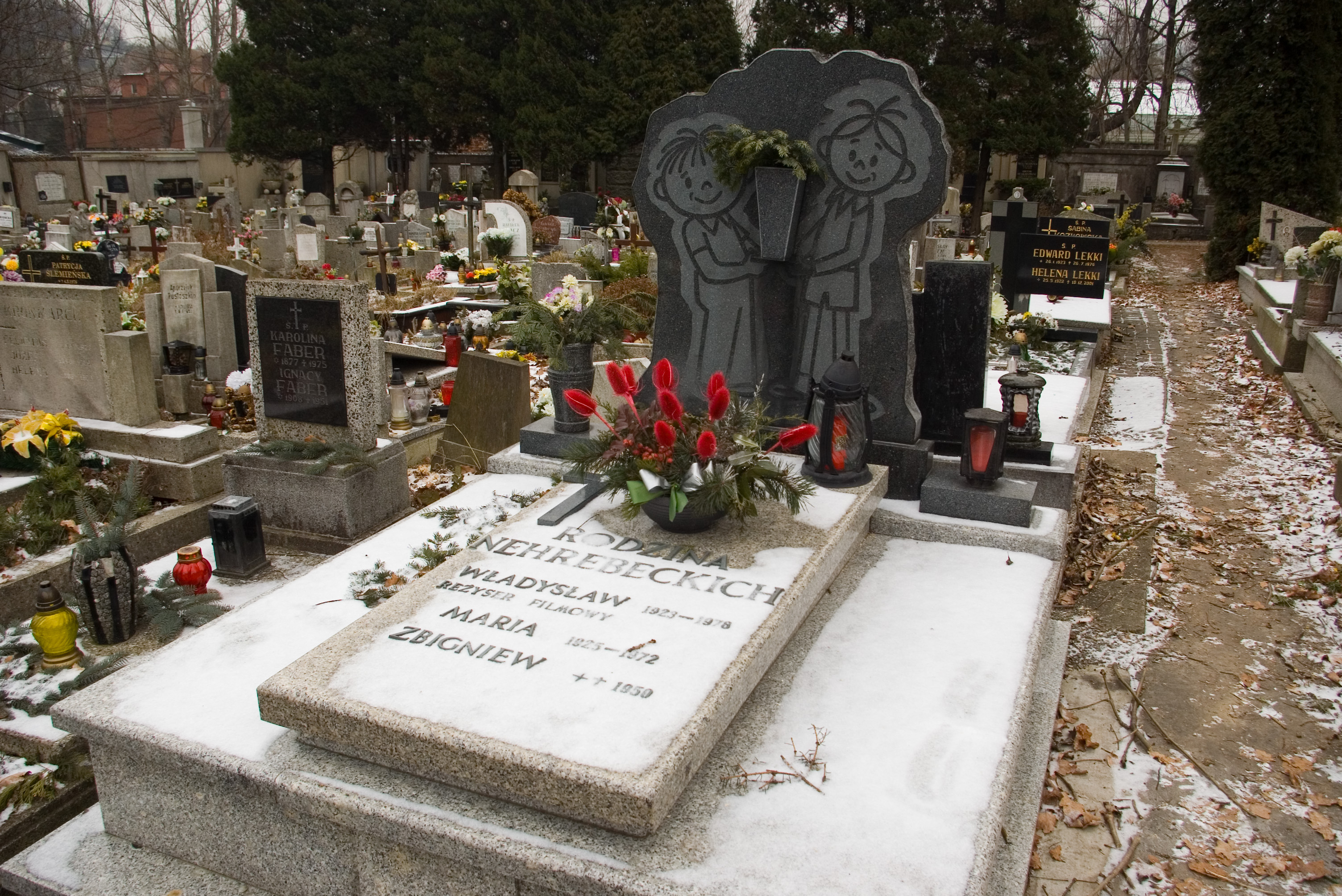
Могила Владислава Нехребецкого в городе Бельско-Бяла

- 1958 — премия международного кинофестиваля в Оберхаузене («Мышка и кошечка»)
- 1969 — премия VI Московского международного кинофестиваля («Приключения весёлого путешественника»)
- 1973 — Государственная премия ПНР
- 1979 — премия XI Московского международного кинофестиваля (со Станиславом Дульцем, «Большое путешествие Болека и Лёлека»)